# Arkanar
Arkanar (Арканар) este un oraș fictiv, capitala Regatului Arkanar, situat pe exoplaneta descrisă în romanul scriitorilor ruși Arkadi și Boris Strugațki E greu să fii zeu (1964). Această planetă face parte din Universul Amiază și reprezintă o lume într-o etapă de tranziție între feudalismul târziu și Renaștere. Fanii ruși ai cărții numesc Arkanar și exoplaneta unde are loc acțiunea.

## Descriere
Descrierea lui Arkanar/Arcanar, un oraș crud din Evului Mediu, este considerată una dintre cele mai remarcabile din științifico-fantasticul rus.
În timp ce Universul Amiază în ansamblu a reprezentat un loc în care frații Strugațki au dorit să trăiască cu adevărat, Arkanar este un exemplu de lume în care progresul istoric s-a îndepărtat de calea imaginată de autori.
Se știe foarte puțin despre planetă în ansamblu, deoarece cartea se concentrează pe evenimentele care au precedat așa-numitul "masacru de la Arkanar" - de exemplu, chiar și numele oficial nu este cunoscut - prin urmare, se obișnuiește ca fanii operei lui Strugațki să o numească după numele orașului Arkanar.

## În ecranizări
În ecranizarea din 1989 (regia Peter Fleischmann), este descris ca un oraș-port cu case solide de tip european; arhitectura și infrastructura din Arkanar corespunde Europei medievalo-renascentiste târzii în multe dintre aceste caracteristici. În film, fundalul principal este un peisaj și structuri deșertice, aparent sculptate în stâncă sau din lut, provocând o asociere mai degrabă cu clădirile din Timbuktu sau Yemen. Multe scene au fost filmate pe teritoriul orașului rupestru Çufut Qale din Munții Crimeii.
În ecranizarea din 2013 (regia Aleksei German), Arkanar este capitala țării Zaprolia (Запроливья).